# Generador homopolar

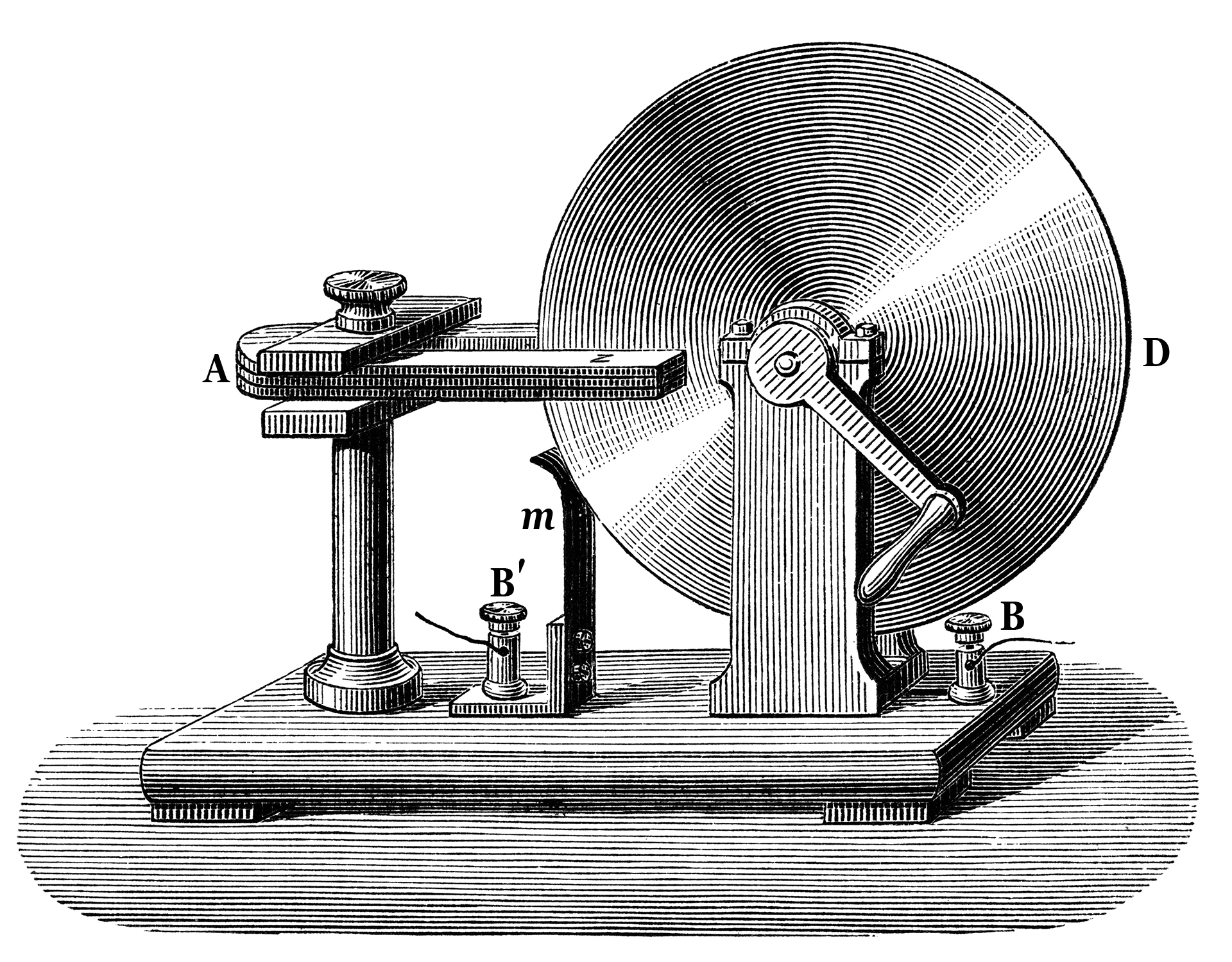
Disco de Faraday, el primer generador homopolar

Un generador homopolar,  generador unipolar, disco dinamo o disco de Faraday es un generador eléctrico de corriente continua que consta de un disco conductor que gira en un plano perpendicular a un campo magnético estático y uniforme. Se origina, entre el centro del disco y el borde, una diferencia de potencial, dependiendo la polaridad del sentido de rotación y de la orientación del campo magnético.
El voltaje es generalmente bajo, del orden de unos pocos voltios en el caso de pequeños modelos para demostraciones, pero los grandes generadores para investigación pueden producir cientos de voltios, y algunos sistemas tienen múltiples generadores en serie para producir incluso más voltaje. Son poco frecuentes los que pueden generar un caudal eléctrico tremendo, algunos de ellos de más de un millón de amperios, gracias a que los generadores homopolares pueden crearse de forma tal que tengan una resistencia interna muy pequeña.

## El disco de Faraday

Disco de Faraday

El generador homopolar fue desarrollado por primera vez por Michael Faraday durante sus experimentos en 1831. Se le conoce como disco de Faraday en su honor. Fue el comienzo de las modernas dinamos, es decir, generadores eléctricos que funcionan por medio de un campo magnético. Era muy poco eficiente y no tenía ningún uso como fuente de energía práctica, pero demostró la posibilidad de generar electricidad usando magnetismo y abrió la puerta a los conmutadores, dinamos de corriente continua y finalmente a los alternadores de corriente.
El disco de Faraday fue ineficiente en un principio debido a los contraflujos de corriente. Mientras que un flujo se induce directamente debajo del imán, la corriente circula en sentido contrario en regiones fuera de la influencia del campo magnético. Este contraflujo limita la potencia de salida a los cables y provoca pérdida por sobrecalentamiento del disco de cobre. Los motores homopolares posteriores solucionaron este problema utilizando una serie de imanes dispuestos alrededor del perímetro del disco para mantener constante el campo de forma radial desde el centro hasta el borde y eliminar de esta manera las zonas donde el contraflujo ocurría.

## Desarrollo del generador homopolar

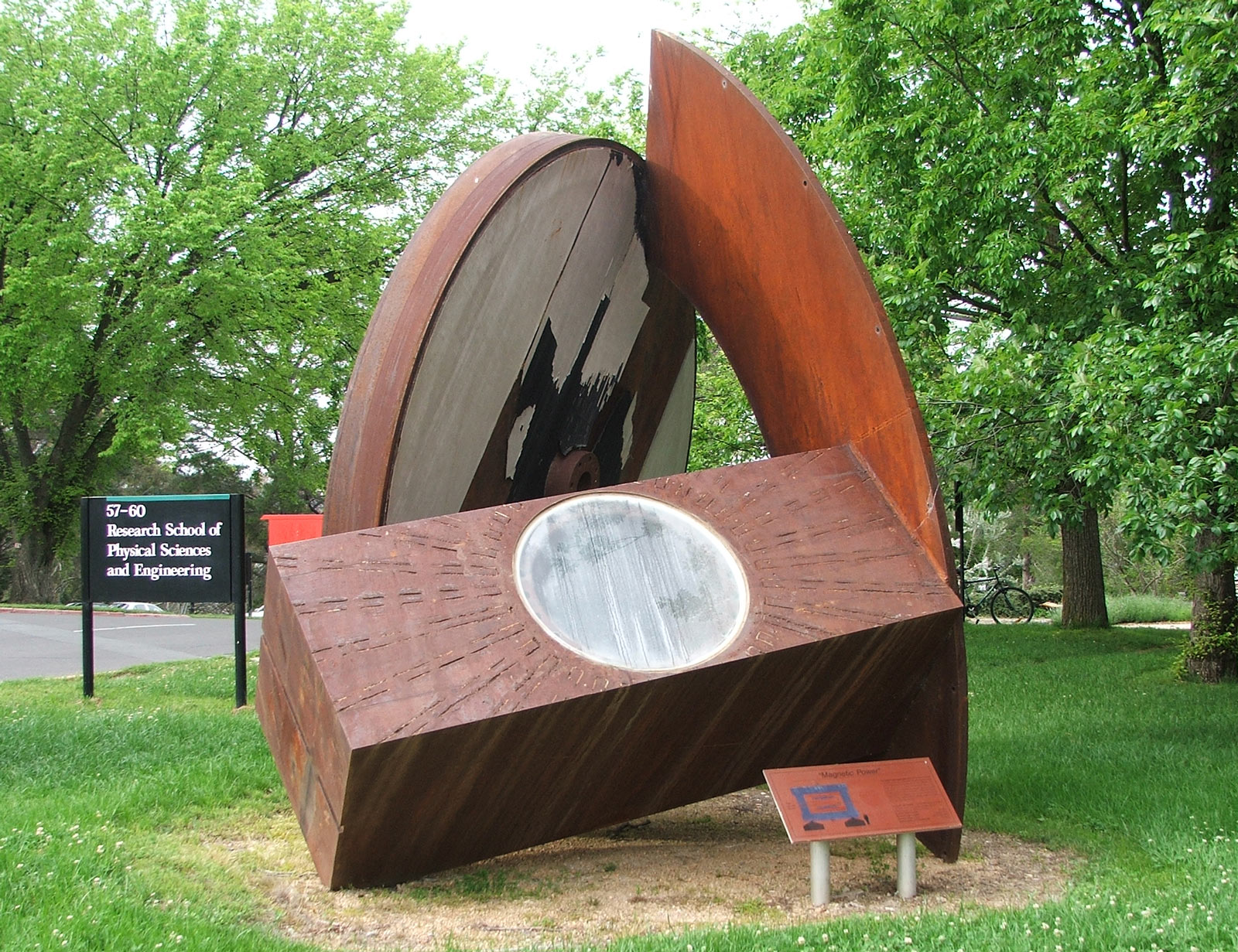
Los restos del generador ANU 500MJ

Mucho tiempo después de que el disco de Faraday original se abandonara como generador práctico, se desarrolló una versión modificada que combinaba el imán y el disco en una única pieza rotatoria llamada rotor. En ocasiones el término generador homopolar se utiliza para referirse a esta configuración. Una de las primeras patentes generales de generadores homopolares fue de A.F. Delafield, Patente USPTO n.º 278516. Otras patentes tempranas de generadores homopolares fueron otorgadas a S. Z. De Ferranti y C. Batchelor por separado. Nikola Tesla estaba interesado en el disco y llevó a cabo diversos trabajos con el disco de Faraday. Incluso llegó a patentar una versión mejorada del dispositivo y su Patente ("Máquina Eléctrica Dinamo") describe una alineación de dos discos en paralelo con mangos paralelos unidos como una polea por una cinta mecánica. Cada disco tiene un campo que es opuesto al otro, por lo que el flujo de corriente va desde una vara al borde del disco, a través de la cinta hasta el borde del otro disco y al segundo eje. Esto redujo en gran medida las perdidas provocadas por la fricción. Posteriormente fueron otorgadas patentes a C. P. Steinmetz y E. Thomson por su trabajo con generadores homopolares. La dinamo de Forbes, desarrollada por el ingeniero eléctrico escocés George Forbes,  fue ampliamente utilizada a comienzos del siglo XX. Gran parte del desarrollo llevado a cabo por los generadores homopolares fue patentado por Jakob E. Noeggerath y Rudolf Eickemeyer.
Uno de los mayores generadores homopolares fue desarrollado por Parker Kinetic Designs con la colaboración de Richard Marshall, William Weldon y Herb Woodson. Parker Kinetic Designs ha producido dispositivos que pueden generar 5 mega amperios. Otro gran generador monopolar fue construido por sir Mark Oliphant en la Research School of Physical Sciences and Engineering, Australian National University. Fue capaz de almacenar hasta 500 megajulios de energía y fue utilizado como fuente de corriente para la realización de experimentos desde 1962 hasta que fue desarmado en 1986. La construcción de Oliphant era capaz de suministrar corrientes de hasta 2 megaamperios.

## Descripción y funcionamiento

### Generador de tipo disco

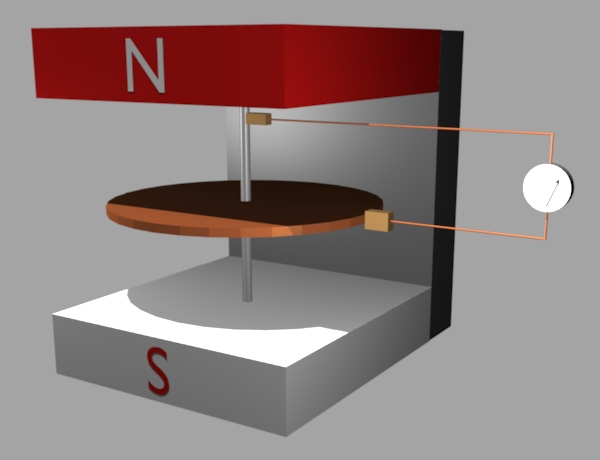
Generador de Faraday básico

Este dispositivo consta de un disco conductor flotante giratorio en un campo magnético con un contacto eléctrico próximo al eje y otro en el perímetro. Se ha usado para generar corrientes muy altas con poco voltaje para investigaciones en electrólisis, soldadura y cañón de riel. En aplicaciones de energía pulsante, el momento angular del rotor se ha utilizado para almacenar energía a lo largo de un periodo te tiempo grande para después liberarlo en un breve lapso.
En contraste con otros tipos de generadores, el voltaje de salida nunca cambia de polaridad. La separación de carga procede de la fuerza de Lorentz en las cargas libres del disco. El movimiento es acimutal y el campo es axial, por lo que la fuerza electromotriz es radial. Los contactos eléctricos son comúnmente realizados a través de escobillas o colectores, lo que produce grandes pérdidas para los pocos voltios generados. Algunas de estas perdidas pueden reducirse utilizando mercurio u otros metales fácilmente liquificables o aleaciones (galio, NaK) como escobilla, para proporcionar contacto eléctrico ininterrumpido.
Si el campo magnético es proporcionado por un imán constante, el generador funciona independientemente de si el imán está estático o si rota con el disco. Antes del descubrimiento del electrón y la ley de la fuerza de Lorentz, el fenómeno era inexplicable y era conocido como la paradoja de Faraday.

### Generador de tambor
Un generador homopolar de tipo tambor tiene un campo magnético (B) que se irradia de forma radial desde el centro del tambor e induce voltaje a lo largo del tambor.

## Inductores unipolares astrofísicos
Los inductores unipolares se dan en la astrofísica cuando un conductor gira a través de un campo magnético, por ejemplo, con el movimiento del plasma altamente conductor en la ionosfera de un cuerpo cósmico a través de su campo magnético. En su libro, Cosmical Electrodynamics, Hannes Alfvén y Carl-Gunne Fälthammar escribieron:

Puesto que las nubes cósmicas de gas ionizado están por lo general magnetizadas, su movimiento produce campos eléctricos inducidos(...) Por ejemplo, el movimiento del plasma magnetizado interplanetario produce campos eléctricos que son esenciales para la creación de las auroras y las tormentas magnéticas(...)
(...) la rotación de un conductor en un campo magnético produce un campo eléctrico en el sistema en descanso. Este fenómeno es bien conocido a través de los experimentos en laboratorio y es generalmente llamado inducción homopolar o unipolar.
 Cosmical Electrodynamics (1963)

Las inducciones unipolares han sido asociadas con la aurora de Urano, estrellas binarias, agujeros negros, galaxias, la interacción de la luna Io con la magnetosfera de Júpiter, la Luna, el viento solar, las manchas solares, y la estela magnética de Venus.

## Explicación física
Como todas las dinamos, el disco de Faraday convierte energía cinética en energía eléctrica. Esta máquina puede ser analizada utilizando la propia ley de Faraday de la inducción electromagnética. Esta ley (en su versión actual) señala que un flujo eléctrico es inducido en un circuito eléctrico cerrado cuando el flujo magnético en el interior del circuito cambia, ya sea en magnitud o dirección. Para el disco de Faraday es necesario sin embargo considerar que el circuito consta de que cada "rayo" datial del disco esté conectado al eje y el perímetro y a través de un circuito externo.
La ley de la fuerza Lorentz puede ser utilizada para explicar más fácilmente el comportamiento de esta máquina. Esta ley, descubierta 60 años después de la muerte de Faraday, señala que la fuerza de un electrón es proporcional al producto vectorial de sus vectores de velocidad y flujo magnético. En términos geométricos esto significa que la fuerza es perpendicular tanto a la velocidad (acimutal) como al campo magnético (axial), por lo que se produce en dirección radial. El movimiento radial de los electrones del disco produce una diferencia de potencial entre el centro del disco y su extremo, por lo que si se completa el circuito se producirá corriente eléctrica.